# Daïra de Sebdou
La daïra de Sebdou est une daïra d'Algérie située dans la wilaya de Tlemcen et dont le chef-lieu est la ville éponyme de Sebdou.

## Localisation
La daïra est située au sud-est de la wilaya de Tlemcen.

## Communes de la daïra
La daïra de Sebdou est composée de trois communes : El Aricha, El Gor et Sebdou.